# Molophilus (Molophilus) kokora
Molophilus (Molophilus) kokora is een tweevleugelige uit de familie steltmuggen (Limoniidae). De soort komt voor in het Australaziatisch gebied.